# Замок Кенілворт
52°20′49″ пн. ш. 1°35′28″ зх. д. / 52.347° пн. ш. 1.59111° зх. д.
Замок Кенілворт (англ. Kenilworth) — замок у графстві Ворикшир в центральній частині Англії.

## Історія замку

### Рання історія
Перша згадка про Кенілворт належить до 1086 року — Книга Страшного суду змальовує його як невелике поселення в Арденському лісі. Вважається, що раніше на тому ж місці на пагорбі Гом стояла фортеця, яку побудували король Мерсії Кенвульф і його син Кенельм, і їхні імена дали назву фортеці. Цю фортецю було зруйновано під час війни між саксонським королем Едмундом II і данським королем Канутом II. Близько 1122 року Джеффрі де Клінтон, скарбничий Генріха I, вирішив побудувати на місці зруйнованої фортеці замок, якому судилось стати одним з найвеличніших замків Англії. Неподалік були каменоломні, що давали якісний камінь, й це стало однією з причин, з якої Джеффрі обрав для будівництва саме це місце.

### Симон де Монфор
Згодом Кенілворт набув вкрай важливого значення, щоб залишатись у руках приватної особи, й де Клінтон був змушений передати замок Плантагенетам. У 1244 році король Генріх III призначив управляючим замком Симона де Монфора, графа Лестерского, й подарував йому та його дружині Елеонорі (яка була сестрою короля) право жити в замку. Граф, як писали хроністи, «чудово облаштував замок і тримав у ньому безліч раніше не бачених в Англії військових машин та приладів».
У 1265 році Симон де Монфор і його старший син були вбиті у битві під Івшемом. Кенілворт перейшов до наступного за старшинством сина де Монфора, якого теж звали Симон і який вижив у битві завдяки тому, що разом із деякими союзниками йому вдалось втекти з поля бою.
Вирішивши помститись, Симон відрядив своїх воїнів грабувати й палити поселення на землях супротивника. Влітку 1266 року король Генріх III, якому доповіли про дії Симона, спрямував армію до замку. Опинившись біля стін Кенілворта, Генріх виявив, що замок практично неприступний — його було оточено таким широким ровом, що підібратись та підкопати стіни було неможливо. В результаті цього облога замку тривала шість місяців — то була найтриваліша облога в англійській історії. І нападники, й ті, хто був в облозі, використовували катапульти й інші військові машини. Однак облога не могла тривати вічно. Коли скінчились запаси їжі і в замку почався мор, Кенілворт здався. Симон тільки попрохав короля дати йому чотири дні на те, щоб зібратись і залишити замок.

### Єлизавета I і лорд Дадлі
Королі, наступні власники замку, продовжували прикрашати й облаштовувати його. У XIV столітті Джон Гонт прибудував до замку Велику Залу, кухні й Велику Палату. Джон був сином короля Едуарда III, й коли Едуард помер, на престол зійшов Річард II. На той момент Річарду було лише 12 років, тож фактично країною керував Джон. Його дочка, Джоан, вийшла заміж за Ральфа Невілла. У них народився син Річард, а у того в свою чергу — син Річард Невілл, 16-й граф Ворік, на прізвисько Творець королів (англ. Kingmaker).
У 1563 році королева Єлизавета I дарувала Кенілворт своєму фавориту Роберту, лорду Дадлі. За рік вона нагородила його титулом барона Денбі та графа Лестера. Бажаючи догодити королеві, Роберт перетворив замок на справжній палац. Він перебудував деякі частини будівлі, виконані в огрядному норманському стилі, відповідно до вимог епохи — наприклад вузькі стрілчаті вікна були збільшені, щоб пропускати до приміщення більше світла.
Єлизавета тричі відвідувала Роберта в Кенілворті — у 1566, 1568 й 1575 роках. В один з її візитів, що припав на середину липня й тривав 19 днів, Роберт витрачав на розваги й пригощання королеви до 1000 фунтів на день.
Пишність цих свят затьмарив усі подібні прийоми, що відбувались в Англії до тих пір. Історики писали, що Єлизавета прибула в замок близько восьмої вечора. Дорогою її зустрічав оракул, «витончено вдягнений у біле шовкове вбрання». Він висловив у віршах своє захоплення королевою та напророкував їй тривале та щасливе царювання. Коли Єлизавета наблизилась до першої брами Кенілворта, на стіні замку з'явилось шестеро трубачів, які вітали королеву звуками фанфар. Після цього Єлизаветі подали ключі від замку. Коли королева пройшла крізь ворота, її зустріла легендарна Леді Озера — у світлі смолоскипів вона пливла озером назустріч королеві на човні, замаскованому під острів, у супроводі одягнених у шовковий одяг німф. Звуки флейти та барабанів і гуркіт феєрверку було чути на відстані 20 миль.
Шекспіру було тільки 11 років під час візиту королеви та ймовірно він міг бути свідком урочистостей на її честь. Дослідники вважають, що п'єса «Сон літньої ночі», яку Шекспір написав за 20 років по тому, була створена на базі спогадів про ті грандіозні святкування.

### Графи Кларедонські
У XVII столітті після Реставрації Стюартів на престол зійшов король Карл II. Він подарував замок серу Едварду Гайду, який став бароном Кенілвортським і графом Кларендонським. Замок залишався власністю графів Кларендонських до 1937 року, а потім його купив сер Джон Сідделей. У 400-у річницю вступу Єлизавети I на трон він подарував замок місту. У 1984 році організація «Англійська спадщина» взяла замок під свою опіку.